# Rurutu (isola)
Rūrutu è un'isola dell'oceano Pacifico parte dell'arcipelago delle Isole Australi; amministrativamente ricompresa nella Polinesia Francese, è situata 572 chilometri a sud di Tahiti e al 2001 aveva una popolazione di 2.098 persone parlanti il dialetto locale della lingua australe.
Scoperta da James Cook nel 1769, l'isola rimase un regno indipendente fino all'imposizione di un protettorato della Francia nel 1889, cui seguì l'annessione alla Polinesia francese nel 1900; dal 1970 l'isola fa parte dell'omonimo comune.